# Azéri
Cet article concerne la langue azérie. Pour le peuple azéri, voir Azéris.
Ne doit pas être confondu avec azer.
Cette page contient des caractères spéciaux ou non latins. S’ils s’affichent mal (▯, ?, etc.), consultez la page d’aide Unicode.
L'azéri, parfois appelé azerbaïdjanais (Azərbaycan dili ou Azərbaycan Türkcəsi), ou turc azéri, est une langue appartenant au groupe des langues turques, parfois incluse dans la super-famille des langues altaïques. Il est parlé dans le Caucase et le Moyen-Orient, principalement en Azerbaïdjan et en Iran. Le nombre total de locuteurs est évalué entre 25 et 35 millions dont un peu plus de 9 millions en Azerbaïdjan et entre 10 et 13 millions en Iran (d'après le CIA World Factbook principalement),,,,.

## Étymologie
Le terme Azerbaïdjanais (azéri : Azərbaycanlı) dérive du nom de la région et du pays, l'Azerbaïdjan (azéri : Azərbaycan). Ce nom provient du mot persan **Āzarbāydjān** (آذربایجان), lui-même dérivé du moyen-perse **Āturpātākān** (𐭠𐭲𐭫𐭯𐭲𐭪𐭭), qui signifie « le pays d'Atropatès ». Le nom Atropatès provient des racines vieil-iraniennes ātar (qui signifie « feu ») et pāta (qui signifie « gardien » ou « protecteur »), ce qui se traduit littéralement par « gardien du feu ». Ce lien étymologique met en évidence l’importance culturelle et religieuse du feu dans le zoroastrisme, religion dominante de l’Iran préislamique.
Le terme « Azerbaïdjanais » fut plus tard utilisé pour désigner non seulement les habitants de la région mais aussi leur langue turcique. Historiquement, les Azerbaïdjanais furent également appelés Tatars caucasiens, musulmans transcaucasiens ou simplement Turcs, reflétant les complexités sociopolitiques et les différentes identités ethniques de la région au fil des siècles.
La langue azérie, ou azerbaïdjanaise, appartient à la branche oghouze des langues turciques et partage des liens étroits avec le turc, le turkmène et le gagaouze. L'introduction des langues turciques dans la région remonte à la période médiévale, lorsque des migrations d'Oghouzes turcs s'étendirent à travers le Caucase. Cependant, l'influence des langues plus anciennes, notamment le persan et l'arabe, demeure visible dans le lexique et la structure grammaticale de l'azéri moderne.
Historiquement, la langue était désignée par ses locuteurs natifs comme Türki signifiant « turc » ou Azərbaycan türkcəsi signifiant « turc azerbaïdjanais ».
Avant la création de la République démocratique d'Azerbaïdjan, qui a adopté le nom d'"Azerbaïdjan" au lieu d'Arran pour des raisons politiques en 1918, le nom d'"Azerbaïdjan" était exclusivement utilisé pour identifier la région adjacente du nord-ouest de l'Iran contemporain,,. Après la création de la RSS d'Azerbaïdjan, sur ordre du dirigeant soviétique Staline, le "nom de la langue officielle" de la RSS d'Azerbaïdjan a été "changé du turc en azéri".

## Histoire
L’histoire de la langue azérie est étroitement liée à l’histoire plus large de la région, qui a été façonnée par divers peuples et empires au fil des millénaires. Dans les temps anciens, la région connue aujourd'hui sous le nom d'Azerbaïdjan était habitée par des peuples iraniens, notamment les Mèdes, qui ont établi l'Empire mède vers le 7e siècle avant J.-C La région fut ensuite absorbée dans l'Empire achéménide perse, où le vieux perse devint une langue importante pour l'administration et la culture. La population locale parlait également diverses langues caucasiennes indigènes, comme l’albanais du Caucase.
Le proto-oghouze a commencé son développement à l'est de la mer Caspienne. Du XIe au XIIIe siècle, les Seldjoukides s'étendent vers l'ouest, ce qui entraîne l'expansion des langues oghouzes à partir de la Sirdénie, de la Transoxiane, du Khwarezm et du Khorassan en Asie centrale, jusqu'en Anatolie et en Transcaucasie,.
Avec l'arrivée des Turcs Oghouzes au 11e siècle, l'influence turque commence à redéfinir le paysage linguistique. Au cours des siècles suivants, la population locale adopte progressivement la langue turque, menant à la formation de l'Azéri ancien qui émerge du vieux turc anatolien au cours du XIIIe siècle. Ce processus de turquification s'est consolidé sous le règne de dynasties turques comme les Seldjoukides et plus tard les Séfévides.
Le moyen azéri se développe au XVe siècle, et devient une langue importante en Iran et dans le Caucase. En effet, il était parlé dans le Qara Qoyunlu, l'Aq Qoyunlu et dans l'empire safavide,.
Sous l'Empire séfévide (1501–1736), l'azéri acquit une importance particulière en tant que langue de la cour et de l'armée, notamment sous des figures comme Ismail Ier, qui écrivait de la poésie en azéri. Les influences du persan et de l'arabe ont continué à enrichir le vocabulaire et les traditions littéraires de la langue. Aujourd'hui, l'azéri moderne reflète cette évolution historique riche, mêlant racines turques et éléments de son passé pré-turc, iranien et islamique.

## Généralités
L’azéri est aujourd'hui parlé par plus de 91,6 % de la population d’Azerbaïdjan. Il est également parlé en Iran (en Azerbaïdjan iranien ou l'Azerbaïdjan du Sud, qui est divisé aujourd'hui en plusieurs provinces comme l'Azerbaïdjan oriental, l'Azerbaïdjan occidental, la province d'Ardabil, la province de Zanjan et une grande partie des provinces d'Hamadān et Qazvin), en Géorgie, en Turquie et en Russie.
L’azéri appartient à la famille des langues turciques et au sous-groupe oghouze, comme le turc et turkmène, le tatar de Crimée, le gagaouze.
En France, notamment à l’Institut national des langues et civilisations orientales (INALCO) à Paris, l'azéri est enseigné depuis mars 1999. Aygün Eyyubova en a été le premier enseignant.

## Phonologie
L'azéri est une langue qui observe la règle de l’harmonie vocalique.
La langue azérie compte 9 voyelles et 24 consonnes, bien que ces nombres varient d'un dialecte à l'autre. Les voyelles peuvent être décrites comme : dure et mouillée, labiale et non labiale, fermée et ouverte, sublinguale, linguale et médio-linguale. Les voyelles se divisent en trois groupes - ordinaire, longue et courte selon leur durée.

### Consonnes
| Point d'articulation → | Bilabiale | Bilabiale | Labio-dentale | Labio-dentale | Dentale | Dentale | Alvéolaire | Post-alvéolaire | Post-alvéolaire | Palatal | Palatal | Vélaire | Vélaire | Glottal |
| Mode d'articulation↓   | Bilabiale | Bilabiale | Labio-dentale | Labio-dentale | Dentale | Dentale | Alvéolaire | Post-alvéolaire | Post-alvéolaire | Palatal | Palatal | Vélaire | Vélaire | Glottal |
| ---------------------- | --------- | --------- | ------------- | ------------- | ------- | ------- | ---------- | --------------- | --------------- | ------- | ------- | ------- | ------- | ------- |
| Nasal                  | m         | m         |               |               | n       | n       |            |                 |                 |         |         |         |         |         |
| Occlusif               | p         | b         |               |               | t       | d       |            |                 |                 | c       | ɟ       | k       | g       |         |
| Fricatif               |           |           | f             | v             | s       | z       |            | ʃ               | ʒ               |         |         | x       | ɣ       | h       |
| Affriqué               |           |           |               |               |         |         |            | tʃ              | dʒ              |         |         |         |         |         |
| Spirant                |           |           |               |               |         |         | l          |                 |                 | j       | j       |         |         |         |
| Battu                  |           |           |               |               |         |         | ɾ          |                 |                 |         |         |         |         |         |

### Voyelles

Modèle des phonèmes vocaliques en azéri

| Point d'articulation → | Antérieur   | Antérieur | Postérieur  | Postérieur |
| Aperture↓              | Non arrondi | Arrondi   | Non arrondi | Arrondi    |
| ---------------------- | ----------- | --------- | ----------- | ---------- |
| Fermée                 | i           | y         | ɯ           | u          |
| Moyenne                | e           |           |             | o          |
| Mi-ouverte             |             | œ         |             |            |
| Ouverte                | æ           |           | ɑ           |            |

## Grammaire

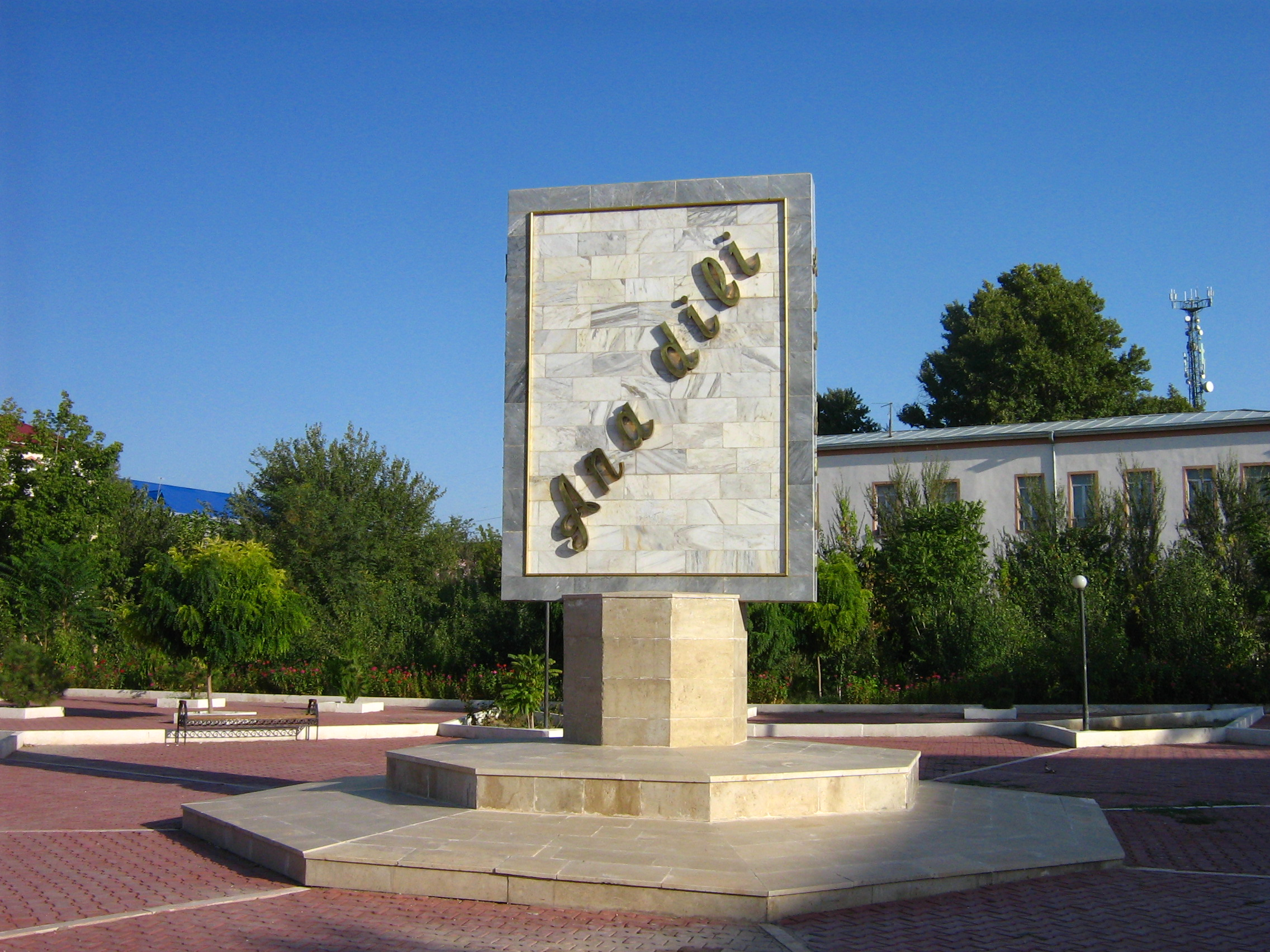
Monument pour la langue azérie en Nakhitchevan. Le mot Ana dili signifie « langue maternelle » en azéri.

L'azéri est une langue agglutinante et utilise fréquemment les affixes, en particulier les suffixes. Un mot peut avoir de nombreux affixes et ils peuvent être également utilisés pour créer de nouveaux mots. Les relations entre des mots se créent à l’aide des suffixes ajoutés à la fin des mots. Il est ainsi possible de créer un verbe depuis un nom, ou un nom depuis une base verbale (voir la section Formation des mots). La plupart des affixes indiquent la fonction grammaticale du mot. Il n'y a ni articles ni genres.

### Cas grammaticaux
L'azéri possède six cas :
1. Le cas nominatif
2. Le cas génitif
3. Le cas datif
4. Le cas accusatif
5. Le cas locatif
6. Le cas ablatif

### Typologie syntaxique
La typologie syntaxique (l'ordre des mots) est en général de type SOV (sujet - objet - verbe). L'attribut se place entre le sujet et le verbe.
| Phrase     | Yusif almanı yedi.      | Yusif almanı yedi.      | Yusif almanı yedi.      | Yusif almanı yedi.      | Yusif almanı yedi.      |
| Mots       | Yusif                   | almanı                  | yedi                    |                         |                         |
| Glose      | Yusif                   | la pomme                | a mangé                 |                         |                         |
| Parties    | Sujet                   | Objet                   | Verbe                   | Verbe                   |                         |
| Traduction | Yusif a mangé la pomme. | Yusif a mangé la pomme. | Yusif a mangé la pomme. | Yusif a mangé la pomme. | Yusif a mangé la pomme. |

- Par les moyens de l'expression de la partie soumise les groupes de mots étaient définis comme suit : les groupes de mots nominatifs et les groupes de mots verbaux[34].
- La proposition dans l'azéri selon l'objectif et l'intonation se divisent en quatre types : narratif, interrogatif, impératif et l'exclamatif[34].
- Dans l'azéri il y a deux termes de la proposition principale (le sujet et le prédicat), trois termes secondaires de la proposition (le complément, l'attribut et le complément circonstanciel)[34].
- Dans les propositions de l'azéri l'ordre des mots se soumet à l'ordre défini. Ainsi, chaque terme de la proposition se place dans l'ordre établi par rapport à un autre terme de la proposition. On peut grouper cela comme suit[34] :
  - Sujet - Prédicat
  - Attribut - Déterminé
  - Circonstance - Prédicat
  - Circonstance - Attribut
  - Complément - Prédicat

### Pronoms
L'azéri possède cinq types des pronoms : le pronom personnel, le pronom démonstratif, le pronom indéfini, le pronom défini et le pronom interrogatif.
1. Les pronoms personnels : mən « moi », sən « toi », o « lui », biz « nous », siz « vous », onlar « eux » etc[33].
2. Les pronoms démonstratifs : o « ceux-là », bu « ceux-ci », elə « ainsi », belə « de la sorte », həmin « celui-ci », həmən « celui-là » etc[33].
3. Les pronoms indéfinis kimsə « personne », kimisə « quelqu'un », nəsə « rien », nə isə « quelque chose », biri « quelqu'un », kimi « qui », hamı « tout », hər kəs « chacun » etc[33].
4. Les pronoms définis : öz « essence », hər « chacun », bütün « tout », filan « un tel », eyni « identique » etc[33].
5. Les pronoms interrogatifs : kim « qui », nə « que », hara « où », necə « comme », nə cür « comment », hansı « lequel » etc[33].

### Noms et les adjectifs
Dans la langue azérie les catégories supplémentaires (les noms, la réduction et l'augmentation) sont inhérentes aux adjectifs.
Les catégories des adjectifs se distinguent par les compléments spéciaux morphologiques :
Les adjectifs numéraux dans la langue azérie se divisent en adjectif numéral cardinal, adjectif numéral ordinal, adjectif numéral indéterminé et fractionnaire.
1. Les adjectifs numéraux cardinaux : bir « un », üç « trois », yeddi « sept », beş min altı yüz « cinq mille six cents » etc[33].
2. Les adjectifs numéraux ordinaux : beş - inci « cinquième », otuz - uncu « trentième » etc[33].
3. Les adjectifs numéraux indéterminés : az « peu », çox « beaucoup », xeyli « plus », beş - altı « cinq - six » etc[33].
4. Les adjectifs numéraux fractionnaires : yüzd ə biri « de un pour cent », üç tam beşdə bir « trois entiers un cinquième » etc[33].

### Verbes
La construction grammaticale de la langue azérie se distingue par la richesse des verbes, par la variété des catégories grammaticales. C'est pourquoi, du point de vue de l'aspect lexical et de l'aspect sémantique ils sont caractérisés par les catégories suivantes :
1. L'efficacité et la catégorie de l'efficacité[33]
2. Les verbes sont affirmés et les verbes niés[33]
3. Les aspects des significations[33] :
  1. L'aspect connu
  2. L'aspect inconnu
  3. Le retour
  4. L'aspect impersonnel
  5. L'aspect pressant
  6. L'aspect contre
  7. L'aspect commun
4. Les formes[33] :
  1. L'ordre
  2. Les nouvelles
  3. Les rêves
  4. La nécessité inconditionnelle
  5. La nécessité conditionnels
5. Les temps[33] :
  1. Le passé
  2. Le narratif
  3. Le passé non narratif
  4. Le présent
  5. L'imparfait
  6. Le futur
6. La transitivité[33] :
  1. Le participe
  2. Le gérondif
  3. L'infinitif

Dans la langue azérie les adverbes se rapportent aussi aux noms. Il y a quatre types des adverbes :
1. Le mode d'action
2. Le temps
3. La place
4. La quantité

Les après syllabes, les conjonctions, les particules, les mots modèles et les interjections dans la langue azérie sont considérées comme les parties du discours auxiliaires.
- Entre les noms et les syllabes (üçün « pour », kimi « comme », üzrə « sur », sarı « vers », ötrü « pour », -can « jusqu'à », başqa « les autres », özgə « sauf », sonra « après, ensuite », əvvəl « d'abord » etc.), ainsi qu'entre les noms et les verbes on accomplit les obligations syntaxiques. Les syllabes, qui se lient avec les cas indéfinie génitif, datif et initial forment la liaison des syllabes[33].
- Les conjonctions (və « et », ilə « avec », amma « mais », ancaq « seulement », lakin « cependant », halbuki « bien que », ya « ou », ya da « ou », gah « parfois », gah da « parfois que », istər « au moins », istərsə « quand même » etc.) sont les termes d’une proposition, ainsi que les parties du discours auxiliaires qui forment le lien entre les propositions. Les conjonctions se divisent en deux parties : phrase complexe et proposition subordonnée complexe[33].
- Les particules (axı « en effet », ən « beaucoup », lap « tout à fait », daha « encore », olduqca « au plus haut degré », elə « ainsi », belə « de la sorte », məhz « notamment », əsl « présent », yalnız « seul », ancaq « seulement » etc.), sont les parties du discours auxiliaires, qui intensifient l'influence des mots et des propositions[33].
- Les mots modèles (doğrudan « en réalité », həqiqətən « en effet », sözsüz « il est absolu », şübhəsiz « absolument », doğrusu « à vrai dire », düzü « honnêtement », görünür « il est évident », ehtimal « il est probable », görəsən « on voit », bəlkə « peut être » etc.), sont les parties du discours auxiliaires, qui expriment l'idée prononcée pour le monde réel[33].

## Alphabet

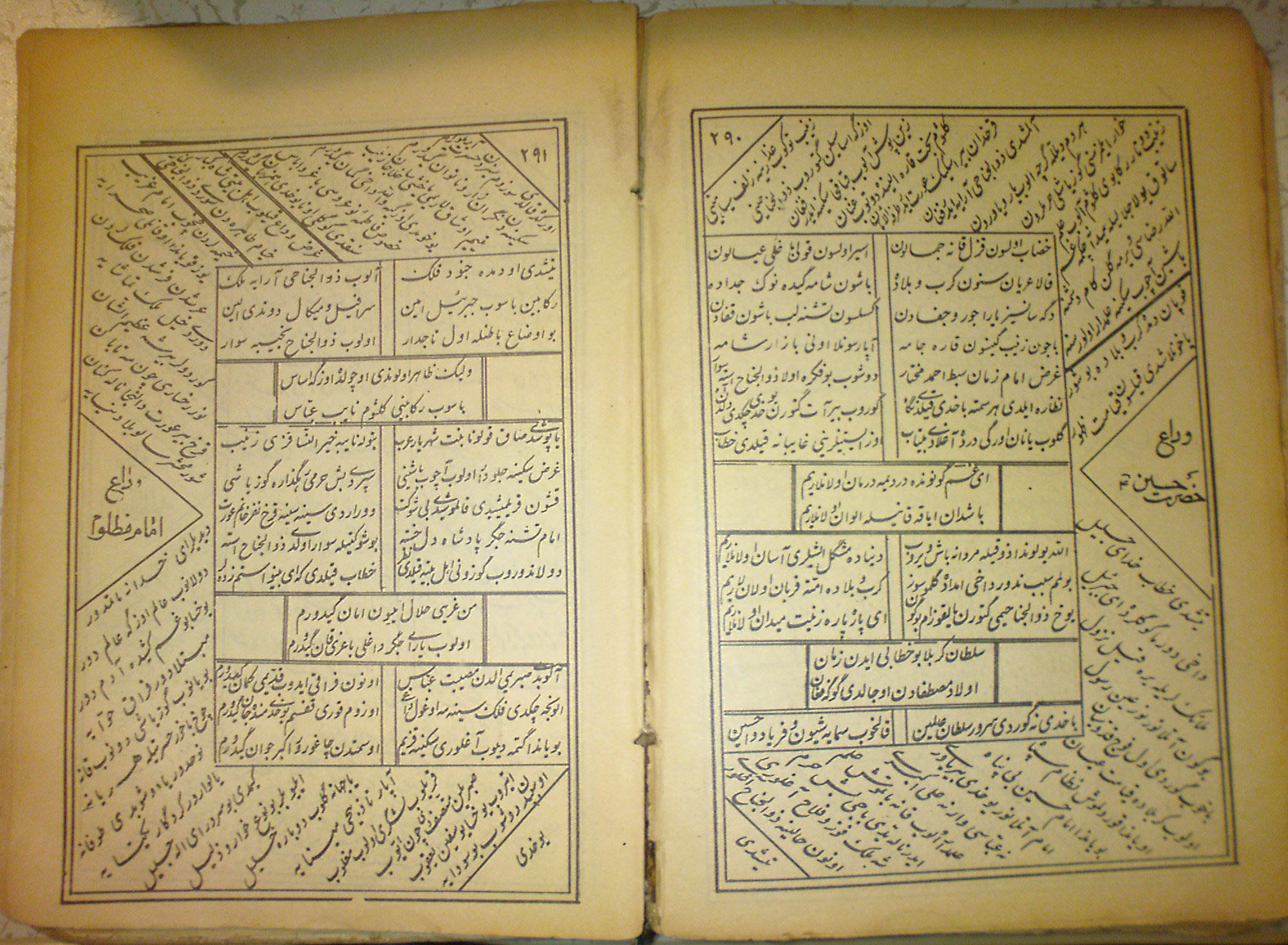
L'azéri du sud (en Iran) utilise l'alphabet arabe.

Aujourd'hui en Azerbaïdjan, l'alphabet azéri est fondé sur l'alphabet latin, avec l'ajout de lettres supplémentaires, dont le schwa (ə). L'azéri étant passé à l'alphabet latin au début des années 1990, on a d'abord attribué la lettre « ä » à ce son, avant de s'apercevoir que c'était de loin la lettre la plus utilisée dans cette langue et que l'on perdait trop de temps à l'écrire. Ceci mena bien vite à un rétablissement du « ə ». L’alphabet cyrillique est encore utilisé lors de la période de transition jusqu’en 2001. L’alphabet latin est enseigné à la première année de l’école primaire à partir de septembre 1992. Plusieurs écoles ou collectifs d’enseignants prennent l’initiative de passer au nouvel alphabet dès la rentrée 1993 devançant le plan de l’administration visant à achever la transition scolaire en 1997. Les manuels scolaire de l’éditeur officiel Maarif et d’autres éditeurs passent aussi à l’alphabet latin suivant les ordres du ministère et des nouvelles maisons d’édition comme Öyrätmän et Tehsil n’ont jamais plublié de manuels qu’en alphabet latin.
L'azéri iranien utilise l'alphabet arabe.
Quant à l'histoire de l'alphabet azeri, selon l'Institut des manuscrits d'Azerbaïdjan, avec la conquête du califat arabe au VIIe siècle, l'alphabet arabe s'implante en Azerbaïdjan et demeure le principal moyen d’écriture jusqu’en 1929. À partir de 1923 l'alphabet latin s'utilise parallèlement avec l'alphabet arabe. De 1929 jusqu'à 1939, l'alphabet latin remplace l'alphabet arabe. À partir de 1939, l'alphabet cyrillique remplace l'alphabet latin en devenant l'alphabet officiel de l'Azerbaïdjan soviétique. Et enfin en 1991, avec l'indépendance de l'Azerbaïdjan, l'alphabet latin devient l'alphabet officiel du pays. Depuis 1991, l'alphabet azéri contient 32 lettres pour 33 sons, dont 23 consonnes et 9 voyelles.
Par rapport à l'alphabet latin utilisé pour le turc, qui comporte six lettres supplémentaires (Ç, Ğ, İ, Ö, Ş et Ü) elles-mêmes absentes de l'alphabet latin « de base » à 26 lettres, l'azéri utilise une lettre supplémentaire : Ə. Comme le turc, l'azéri n'utilise pas la lettre W. En revanche, l'azéri utilise le Q et le X, inutilisés par le turc.
| Alphabet arabe (Jusqu'en 1929, en Azerbaïdjan) Azerbaïdjan iranien | Alphabet latin (1929–1939) République socialiste soviétique d'Azerbaïdjan | Alphabet cyrillique (1939–1991) République socialiste soviétique d'Azerbaïdjan | Alphabet latin (1992–Actuellement) République d'Azerbaïdjan |
| ------------------------------------------------------------------ | ------------------------------------------------------------------------- | ------------------------------------------------------------------------------ | ----------------------------------------------------------- |
| ا,آ                                                                | A a                                                                       | А а                                                                            | A a                                                         |
| ﺏ                                                                  | B b                                                                       | Б б                                                                            | B b                                                         |
| ﺝ                                                                  | C c                                                                       | Ҹ ҹ                                                                            | C c                                                         |
| چ                                                                  | Ç ç                                                                       | Ч ч                                                                            | Ç ç                                                         |
| ﺩ                                                                  | D d                                                                       | Д д                                                                            | D d                                                         |
| ئ                                                                  | E e                                                                       | Е е                                                                            | E e                                                         |
| ‎ﻉ‎ (کسره)                                                           | Ə ə                                                                       | Ә ә                                                                            | Ə ə                                                         |
| ﻑ                                                                  | F f                                                                       | Ф ф                                                                            | F f                                                         |
| گ                                                                  | G g                                                                       | Ҝ ҝ                                                                            | G g                                                         |
| ﻍ                                                                  | Ƣ ƣ                                                                       | Ғ ғ                                                                            | Ğ ğ                                                         |
| ﺡ,ﻩ                                                                | H h                                                                       | Һ һ                                                                            | H h                                                         |
| ﺥ                                                                  | X x                                                                       | Х х                                                                            | X x                                                         |
| ؽ                                                                  | Ь ь                                                                       | Ы ы                                                                            | I ı                                                         |
| ی                                                                  | I i                                                                       | И и                                                                            | İ i                                                         |
| ژ                                                                  | Ƶ ƶ                                                                       | Ж ж                                                                            | J j                                                         |
| ﻙ                                                                  | K k                                                                       | К к                                                                            | K k                                                         |
| ﻕ                                                                  | Q q                                                                       | Г г                                                                            | Q q                                                         |
| ﻝ                                                                  | L l                                                                       | Л л                                                                            | L l                                                         |
| ﻡ                                                                  | M m                                                                       | М м                                                                            | M m                                                         |
| ﻥ                                                                  | N n                                                                       | Н н                                                                            | N n                                                         |
| ﻭ                                                                  | O o                                                                       | О о                                                                            | O o                                                         |
| ؤ                                                                  | Ɵ ɵ                                                                       | Ө ө                                                                            | Ö ö                                                         |
| پ                                                                  | P p                                                                       | П п                                                                            | P p                                                         |
| ﺭ                                                                  | R r                                                                       | Р р                                                                            | R r                                                         |
| ﺙ,ﺱ,ﺹ                                                              | S s                                                                       | С с                                                                            | S s                                                         |
| ﺵ                                                                  | Ş ş                                                                       | Ш ш                                                                            | Ş ş                                                         |
| ﺕ,ﻁ                                                                | T t                                                                       | Т т                                                                            | T t                                                         |
| ﻭ                                                                  | U u                                                                       | У у                                                                            | U u                                                         |
| ﻭ                                                                  | Y y                                                                       | Ү ү                                                                            | Ü ü                                                         |
| ﻭ                                                                  | V v                                                                       | В в                                                                            | V v                                                         |
| ی                                                                  | J j                                                                       | Ј ј                                                                            | Y y                                                         |
| ﺫ,ﺯ,ﺽ,ﻅ                                                            | Z z                                                                       | З з                                                                            | Z z                                                         |

## Dialectes
La liste suivante ne reflète qu'une perspective parmi d'autres sur la dialectologie de l'azéri. Certains dialectes ne sont parfois que des variantes d'autres dialectes :
- Dialecte d'Ardabil (Ardabil et Gilan, Iran)
- Dialecte d'Ayrum (nord-ouest de l'Azerbaïdjan, nord de l'Arménie)
- Dialecte de Bakou (Azerbaïdjan oriental)
- Dialecte de Borchali (sud de la Géorgie, nord de l'Arménie)
- Dialecte de Derbent (Daguestan, Russie)
- Dialecte de Gabala (Gutgashen) (nord de l'Azerbaïdjan)
- Dialecte de Ganja (Azerbaïdjan occidental)
- Dialecte de Gazakh (nord-ouest de l'Azerbaïdjan)
- Dialecte de Guba (nord-est de l'Azerbaïdjan)
- Dialecte de Hamadan (Hamadan, Iran)
- Dialecte du Karabakh (centre de l'Azerbaïdjan)
- Dialecte de Karadagh (Azerbaïdjan occidental et oriental, l'Iran)
- Dialecte de Kars (Est de la Turquie et nord-est de l'Arménie)
- Dialecte de Kirkouk (nord de l'Irak)
- Dialecte de Lankaran (sud-est de l'Azerbaïdjan)
- Dialecte de Maragheh (Azerbaïdjan oriental, Iran)
- Dialecte de Mughan (Salyan) (centre de l'Azerbaïdjan)
- Dialecte du Nakhitchevan (sud-est de l'Azerbaïdjan)
- Dialecte d'Ordubad (sud-ouest de l'Azerbaïdjan, sud de l'Arménie)
- Dialecte de Shaki (Nukha) (nord de l'Azerbaïdjan)
- Dialecte du Shirvan (Shamakhy) (Azerbaïdjan oriental)
- Dialecte de Tabriz (Azerbaïdjan oriental, Iran)
- Dialecte d'Urmia (Azerbaïdjan de l'ouest, Iran)
- Dialecte de Yamji (Azerbaïdjan de l'ouest, Iran)
- Dialecte d'Erevan (Arménie centrale)
- Dialecte de Zagatala-Gakh (nord de l'Azerbaïdjan)
- Dialecte de Zanjan (Zanjan, Iran)

## Ressemblance avec le turc de Turquie
Aujourd'hui la langue la plus voisine de l'azéri (si afshar et kachkaï sont exclus et considérés comme des dialectes de l'azéri) tant par sa grammaire que par son vocabulaire est le turc de Turquie. Les deux langues sont mutuellement intelligibles malgré les quelques différences de conjugaison ou l'évolution séparée des deux langues turques survenue à partir du début du XIIIe siècle, après la chute du dernier État seldjoukide.
Il faut également noter que l'accent azéri est similaire à celui des Turcs de Kars qui parlent pourtant le turc. Cependant, ils sont considérés comme des dialectes transitionnels entre l'azéri et le turc.
(Voir également le tableau ci-dessous pour la comparaison de quelques mots entre les deux langues).

## Exemples
| français | azéri     | azéri en API   | turc      |
| -------- | --------- | -------------- | --------- |
| terre    | torpaq    | [toɾˈpaɣ]      | toprak    |
| ciel     | göy, səma | [ɟœj], [sæˈmɑ] | gök, sema |
| eau      | su        | [su]           | su        |
| incendie | od/yanğın | [ot]/[jɑnˈɣɯn] | yangın    |
| feu      | atəş      | [ɑːˈtæʃ]       | ateş      |
| homme    | adam      | [ɑˈdɑm]        | adam      |
| femme    | qadın     | [gɑːˈdɯn]      | kadın     |
| manger   | yemək     | [jeˈmæc]       | yemek     |
| boire    | içmək     | [it͡ʃˈmæc]      | içmek     |
| grand    | böyük     | [bœˈjyc]       | büyük     |
| petit    | kiçik     | [ciˈt͡ʃic]      | küçük     |
| nuit     | gecə      | [ɟeˈd͡ʒæ]       | gece      |
| jour     | gün       | [ɟyn]          | gün       |
| garçon   | oğlan     | [oɣˈlan]       | oğlan     |
| fille    | qız       | [gɯz]          | kız       |